# Alfonso Garzón Santibáñez
Alfonso Garzón Santibáñez (El Salto, Sinaloa, 4 de agosto de 1920 — Ciudad de México, 2006) Fue un líder campesino mexicano. Fue miembro del Partido Revolucionario Institucional desde 1938.

## Biografía
Nació en el Ejido el Salto, Mazatlán, Sinaloa el 4 de agosto de 1920, hijo de Valentín Garzón Tisnado y María Santibáñez Lizárraga. Estudio la preparatoria en la Escuela Ignacio Zaragoza en Mazatlán dos años, de 1934 en 1936 en su ciudad natal. Ingresó al Partido Revolucionario Institucional en 1938 en el que fue representante de Acción Agraria en Ensenada, Baja California y en donde también fue subsecretario de acción agraria del Comité Ejecutivo Nacional cargo ocupado desde 1980 Secretario del Comisionado Ejidal en el Ejido de El Salto en 1939. Comisario ejidario en el ejido Eréndira en Baja California de 1945 a 1948. Fue secretario general del Comité Regional del Campesino en Ensenada, Baja California en 1949. Fue secretario de la acción agraria de la Liga de Mexicali en Baja California en 1952. Cofundador y secretario general de la Liga Estatal de la Central Campesina Independiente desde 1956 hasta 1962. Tomó por asalto esas oficinas de esa organización, y fue secretario general de una facción de la misma en 1963. Fue Senador de la República en las Legislaturas LII y LIII de 1982 a 1988. Fue diputado federal en la LVII (1970-1973), L 1976 a 1979 y en la LIV (1988-1991) Legislaturas.